# IJshockey op de Olympische Winterspelen 2022
IJshockey is een van de sporten die beoefend worden tijdens de Olympische Winterspelen 2022 in Peking. De wedstrijden vinden plaats in het National Indoor Stadium en in de Wukesong Arena.

## Wedstrijdschema
| G | Groepsfase | PO | Play-offs | KF | Kwartfinales | HF | Halve finales | Brons | Wedstrijd om brons | Goud | Finale |

| Onderdeel | 3 | 4 | 5 | 6 | 7 | 8 | 9 | 10 | 11 | 12 | 13 | 14 | 15 | 16    | 17   | 18 | 19    | 20   |
| --------- | - | - | - | - | - | - | - | -- | -- | -- | -- | -- | -- | ----- | ---- | -- | ----- | ---- |
| Mannen    |   |   |   |   |   |   | G | G  | G  | G  | G  |    | PO | KF    |      | HF | Brons | Goud |
| Vrouwen   | G | G | G | G | G | G |   |    | KF | KF |    | HF |    | Brons | Goud |    |       |      |

## Medailles

### Medaillewinnaars
| Onderdeel | Goud | Goud | Zilver | Zilver | Brons | Brons |
| --------- | --- | --- | --- | --- | --- | --- |
| Mannen    | Finland Miro Aaltonen Marko Anttila Hannes Björninen Valtteri Filppula Niklas Friman Markus Granlund Teemu Hartikainen Juuso Hietanen Valtteri Kemiläinen Leo Komarov Mikko Lehtonen Petteri Lindbohm Saku Mäenalanen Sakari Manninen Joonas Nättinen Atte Ohtamaa Niko Ojamäki Juho Olkinuora Iiro Pakarinen Harri Pesonen Ville Pokka Toni Rajala Harri Säteri Frans Tuohimaa Sami Vatanen | Finland Miro Aaltonen Marko Anttila Hannes Björninen Valtteri Filppula Niklas Friman Markus Granlund Teemu Hartikainen Juuso Hietanen Valtteri Kemiläinen Leo Komarov Mikko Lehtonen Petteri Lindbohm Saku Mäenalanen Sakari Manninen Joonas Nättinen Atte Ohtamaa Niko Ojamäki Juho Olkinuora Iiro Pakarinen Harri Pesonen Ville Pokka Toni Rajala Harri Säteri Frans Tuohimaa Sami Vatanen | Russische ploeg Sergej Andronov Artjom Anisimov Timoer Biljalov Andrej Tsjibisov Ivan Fedotov Michail Grigorenko Arseni Gritsjoek Nikita Goesev Pavel Karnaoechov Artoer Kajoemov Kirill Martsjenko Artjom Minoelin Nikita Nesterov Aleksandr Nikisjin Sergej Plotnikov Aleksandr Samonov Kirill Semenov Damir Sjaripzjanov Vadim Sjipatsjov Anton Slepysjev Sergej Telegin Dmitri Voronkov Slava Vojnov Jegor Jakovlev Aleksandr Jelesin | Russische ploeg Sergej Andronov Artjom Anisimov Timoer Biljalov Andrej Tsjibisov Ivan Fedotov Michail Grigorenko Arseni Gritsjoek Nikita Goesev Pavel Karnaoechov Artoer Kajoemov Kirill Martsjenko Artjom Minoelin Nikita Nesterov Aleksandr Nikisjin Sergej Plotnikov Aleksandr Samonov Kirill Semenov Damir Sjaripzjanov Vadim Sjipatsjov Anton Slepysjev Sergej Telegin Dmitri Voronkov Slava Vojnov Jegor Jakovlev Aleksandr Jelesin | Slowakije Peter Cehlárik Michal Čajkovský Peter Čerešňák Marek Ďaloga Marko Daňo Martin Gernát Mário Grman Adrián Holešinský Marek Hrivík Libor Hudáček Tomáš Jurčo Miloš Kelemen Samuel Kňažko Branislav Konrád Michal Krištof Martin Marinčin Šimon Nemec Kristián Pospíšil Pavol Regenda Miloš Roman Patrik Rybár Juraj Slafkovský Samuel Takáč Matej Tomek Peter Zuzin | Slowakije Peter Cehlárik Michal Čajkovský Peter Čerešňák Marek Ďaloga Marko Daňo Martin Gernát Mário Grman Adrián Holešinský Marek Hrivík Libor Hudáček Tomáš Jurčo Miloš Kelemen Samuel Kňažko Branislav Konrád Michal Krištof Martin Marinčin Šimon Nemec Kristián Pospíšil Pavol Regenda Miloš Roman Patrik Rybár Juraj Slafkovský Samuel Takáč Matej Tomek Peter Zuzin |
| Vrouwen   | Canada Rebecca Johnston Marie-Philip Poulin Mélodie Daoust Brianne Jenner Jocelyne Larocque Natalie Spooner Emily Clark Ann-Renée Desbiens Renata Fast Sarah Nurse Jillian Saulnier Laura Stacey Blayre Turnbull Erin Ambrose Ashton Bell Kristen Campbell Sarah Fillier Emma Maltais Emerance Maschmeyer Jamie Lee Tattray Ella Shelton Claire Thompson Micah Zandee-Hart                   | Canada Rebecca Johnston Marie-Philip Poulin Mélodie Daoust Brianne Jenner Jocelyne Larocque Natalie Spooner Emily Clark Ann-Renée Desbiens Renata Fast Sarah Nurse Jillian Saulnier Laura Stacey Blayre Turnbull Erin Ambrose Ashton Bell Kristen Campbell Sarah Fillier Emma Maltais Emerance Maschmeyer Jamie Lee Tattray Ella Shelton Claire Thompson Micah Zandee-Hart                   | Verenigde StatenHilary Knight Kendall Coyne Schofield Brianna Decker Amanda Kessel Lee Stecklein Cayla Barnes Hannah Brandt Dani Cameranesi Nicole Hensley Megan Keller Kelly Pannek Maddie Rooney Megan Bozek Alex Carpenter Alex Cavallini Jesse Compher Jincy Dunne Savannah Harmon Caroline Harvey Abbey Murphy Abby Roque Hayley Scamurra Grace Zumwinkle                                                                            | Verenigde StatenHilary Knight Kendall Coyne Schofield Brianna Decker Amanda Kessel Lee Stecklein Cayla Barnes Hannah Brandt Dani Cameranesi Nicole Hensley Megan Keller Kelly Pannek Maddie Rooney Megan Bozek Alex Carpenter Alex Cavallini Jesse Compher Jincy Dunne Savannah Harmon Caroline Harvey Abbey Murphy Abby Roque Hayley Scamurra Grace Zumwinkle                                                                            | FinlandJenni Hiirikoski Michelle Karvinen Minnamari Tuominen Sanni Hakala Petra Nieminen Tanja Niskanen Meeri Räisänen Ronja Savolainen Susanna Tapani Noora Tulus Ella Viitasuo Elisa Holopainen Sini Karjalainen Anni Keisala Nelli Laitinen Julia Liikala Eveliina Makinen Jenniina Nylund Sanni Rantala Sofianna Sundelin Viivi Vainikka Sanni Vanhanen Emilia Vesa    | FinlandJenni Hiirikoski Michelle Karvinen Minnamari Tuominen Sanni Hakala Petra Nieminen Tanja Niskanen Meeri Räisänen Ronja Savolainen Susanna Tapani Noora Tulus Ella Viitasuo Elisa Holopainen Sini Karjalainen Anni Keisala Nelli Laitinen Julia Liikala Eveliina Makinen Jenniina Nylund Sanni Rantala Sofianna Sundelin Viivi Vainikka Sanni Vanhanen Emilia Vesa    |

### Medaillespiegel
| Plaats | Land             | NOC    | Goud | Zilver | Brons | Totaal |
| ------ | ---------------- | ------ | ---- | ------ | ----- | ------ |
| 1      | Finland          | FIN    | 1    | 0      | 1     | 2      |
| 2      | Canada           | CAN    | 1    | 0      | 0     | 1      |
| 3      | Russische ploeg  | ROC    | 0    | 1      | 0     | 1      |
| 3      | Verenigde Staten | USA    | 0    | 1      | 0     | 1      |
| 5      | Slowakije        | SVK    | 0    | 0      | 1     | 1      |
| Totaal | Totaal           | Totaal | 2    | 2      | 2     | 6      |

Antwerpen 1920 · 
Chamonix 1924 · 
St. Moritz 1928 · 
Lake Placid 1932 · 
Garmisch-Partenkirchen 1936 · 
St. Moritz 1948 · 
Oslo 1952 · 
Cortina d'Ampezzo 1956 · 
Squaw Valley 1960 · 
Innsbruck 1964 · 
Grenoble 1968 · 
Sapporo 1972 · 
Innsbruck 1976 · 
Lake Placid 1980 · 
Sarajevo 1984 · 
Calgary 1988 · 
Albertville 1992 · 
Lillehammer 1994 · 
Nagano 1998 · 
Salt Lake City 2002 · 
Turijn 2006 · 
Vancouver 2010 · 
Sotsji 2014 · 
Pyeongchang 2018 · 
Peking 2022

Lijst van olympische medaillewinnaars
Alpineskiën · Biatlon · Bobsleeën · Curling · Freestyleskiën · Kunstrijden · Langlaufen · Noordse combinatie · Rodelen · Schaatsen · Schansspringen · Shorttrack · Skeleton · Snowboarden · IJshockey